# Zygmunt Dygat
Zygmunt Dygat, né le 2 octobre 1894 à Cracovie et mort le 14 octobre 1977 dans le 6e arrondissement de Paris, est un pianiste polonais.

## Biographie
Zygmunt est le fils de Jean Dygat et Stefania Kopystynska.
Il étudie à l'Institut de musique de Cracovie et à l'Académie de musique et de théâtre de Vienne, auprès de Jerzy Lalewicz, dans les années 1917-1920.
Il émigre et arrive à Paris en 1920.
A Morges, il est l'un des cinq étudiants d'Ignacy Paderewski.
Il donne de nombreux concerts en France, en Europe et aux États-Unis.
Il épouse Hélène Zamoyska.
Il est mort chez lui, Rue d'Assas à Paris à l'âge de 83 ans.